# Манчестер-кортс
Манчестер-кортс (англ. Manchester Courts), известное также как англ. MLC Building — коммерческое многоэтажное здание в городском центре Крайстчерча на Южном острове Новой Зеландии. Построенное в период с 1905 по 1906 годы для компании New Zealand Express Company, до 1967 года это здание было самым высоким в Крайстчерче. Здание считалось историческим (первой категории) и находилось в ведении Фонда по охране исторических мест Новой Зеландии. Здание получило существенные повреждения в результате землетрясения 2010 года, было признано негодным к эксплуатации и подлежащим сносу. Демонтаж здания начался 19 октября 2010 года и был закончен в феврале 2011 года.

## История

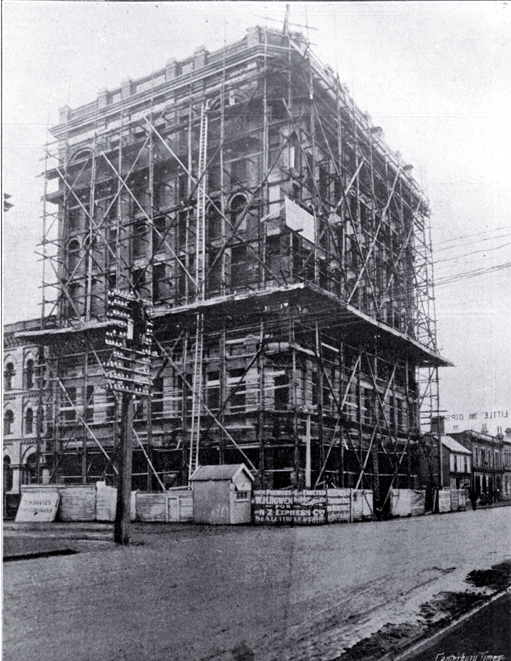
Фотография строительства Манчестер-кортс, 1906 год

Здание Манчестер-кортс было введено в эксплуатацию под управлением транспортной компании New Zealand Express Company, штаб-квартира которой располагалась в Данидине, а офисы — на территории всей Новой Зеландии. Эта компания занималась таможенными вопросами, экспедированием грузов, обычной и экспресс-доставкой. К началу XX века компания стала основным работодателем Новой Зеландии.
New Zealand Express Company наняла архитекторов из компании Sidney and Alfred Luttrell для проектирования нового здания в Крайстчерче, в котором должна была разместиться штаб-квартира компании. Сидней и Альфред Латтрелл проживали в Новой Зеландии с 1902 года и хорошо зарекомендовали себя, представив в Новой Зеландии стиль чикагской архитектурной школы в сочетании с элементами эдвардианской архитектуры. Братья Латтрелл работали и над другими зданиями для New Zealand Express Company, в том числе зданием New Zealand Express House (1908 год). Ныне это здание, имеющее много общего с Манчестер-кортс, известно как Consultancy House. Оно расположено на Принсес-стрит в Данидине и считается первым городским небоскрёбом.
C 1991 года здание находилось в ведении Фонда по охране исторических мест Новой Зеландии и было классифицировано в Категорию I исторических зданий. В период с 1986 по 1987 годы здание было обновлено, а его парапет был облицован сталью.

## Конструкция здания
Здание Манчестер-кортс, конструкция которого была усилена сталью, считалось первым зданием в Крайстчерче, возведённым по этой технологии. Цоколь и два нижних этажа здания были выполнены из железобетона. На верхних пяти этажах были возведены наружные несущие кирпичные колонны, выполненные без усиления. Внутри здание имело стальной каркас.

## Разрушение и демонтаж

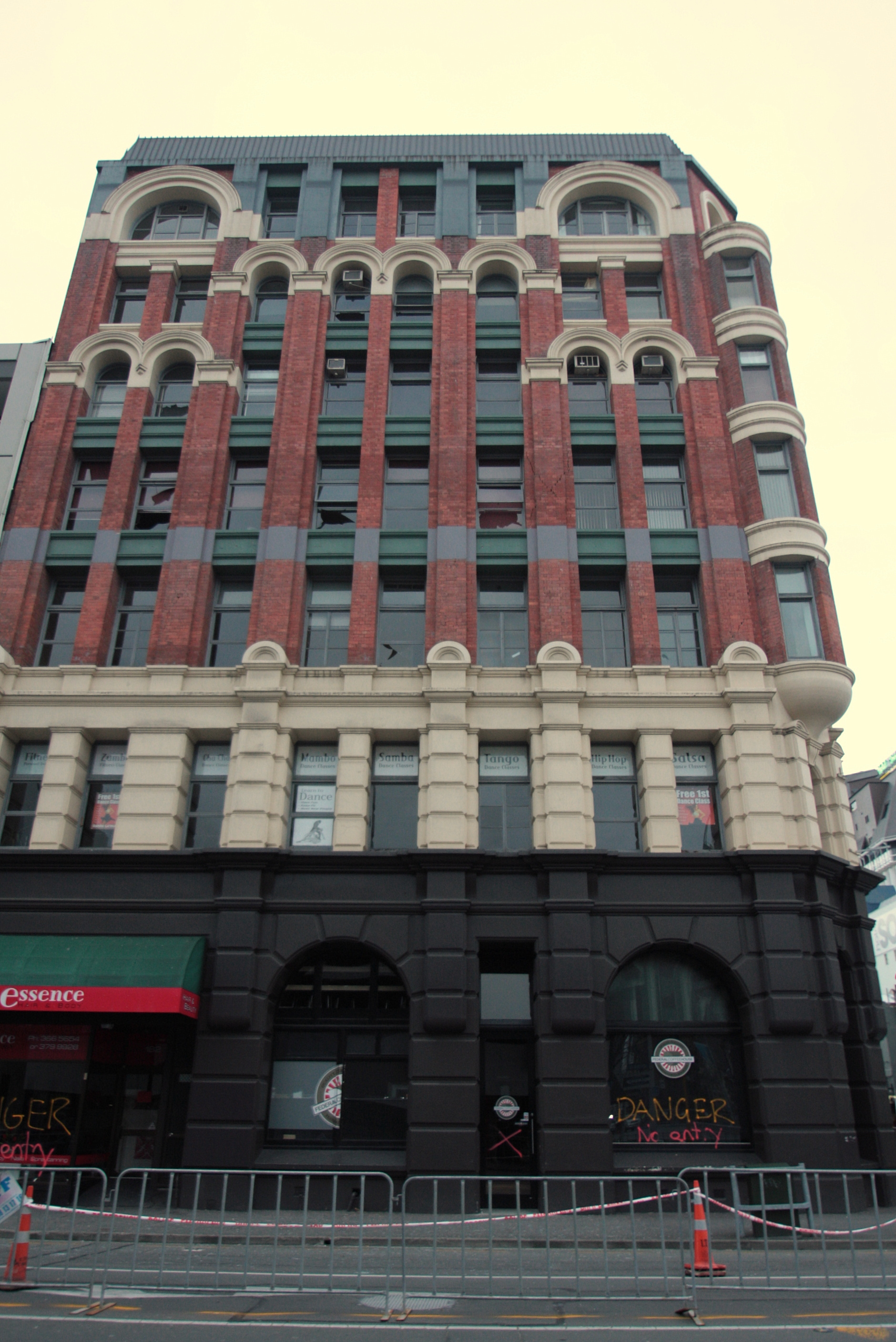
На северном фасаде здания видны большие трещины и разбитые окна.

Манчестер-кортс серьёзно пострадало во время землетрясения 4 сентября 2010 года. Кирпичные колонны здания сильно потрескались на уровне третьего и четвёртого этажей, целостность кирпичной кладки была нарушена. По мнению инженеров Новозеландского общества сейсмостойкого строительства, это произошло в результате переноса нагрузки с железобетона на колонны, не имеющие усиления, и потери боковой поддержки на уровне двух этажей с южной стороны здания. Диагональные трещины на верхнем этаже здания свидетельствовали о повреждениях, полученных в результате воздействия торсионных сил.
Здание Манчестер-кортс было признано небезопасным и стало одним из двух исторических зданий в городском центре Крайстчерча, предложенных городским Советом к немедленному сносу уже 7 сентября, спустя три дня после землетрясения. Впрочем, это решение было отменено несколько часов спустя, когда собственник здания предложил проведение работ по демонтажу здания в течение нескольких недель. Вокруг здания была образована зона безопасности шириной в 60 метров.
Судьба здания Манчестер-кортс привлекла внимание средств массовой информации. Телеканал TV One сделал сюжет о принятии решения о сносе здания ключевым в вечернем выпуске новостей.

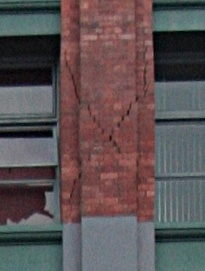
Разрушения на кирпичной колонне.

Энтузиасты сохранения исторического наследия и прочие представители общественности выступили против сноса здания, мотивируя это тем, что кирпичные колонны могут быть укреплены сталью, а Совет должен получить собственный инженерный отчёт и не полагаться только на отчёт, предоставленный компанией-владельцем здания. В этом отчёте предоставлялись доказательства о последующих разрушениях в результате повторных подземных толчков и настоятельно требовалось приступить к срочному сносу здания ввиду того, что наблюдались признаки окончательного разрушения здания в скором времени.
Тем не менее, 6 октября 2010 года члены городского Совета Крайстчерча проголосовали десятью голосами «за» и двумя «против» того, что здание несёт угрозу безопасности и, вследствие этого должно быть снесено. При этом главный исполнительный директор Совета был наделён полномочиями на выдачу ордера на снос, что позволяло избежать обычной процедуры согласования, которая может занимать до 18 месяцев. Выдача такого ордера на снос регламентирована статьёй 129 «Закона о зданиях» 2004 года (англ. Building Act 2004), которая гласит, что ордер может быть выдан в случае «непосредственной угрозы для безопасности людей». Следовательно, процедура согласования для сноса Манчестер-кортс не требовалась.
Демонтаж здания начался 19 октября 2010 года и был практически завершён в январе 2011 года. Здание, значительно ослабленное после демонтажа ключевых несущих элементов, выстояло после нескольких больших повторных сейсмических толчков, и не обрушилось.
Во время демонтажа здания противники сноса заявляли, что в их распоряжении есть фотографии, на которых видно, что здание действительно содержит значительное количество стальной арматуры. Однако владелец здания заявил, что на самом деле арматуры было обнаружено меньше, чем ожидалось, и мэр Крайстчерча остался при своём решении о демонтаже здания.